# Путивський заказник
Пути́вський зака́зник — ботанічний заказник загальнодержавного значення в Україні. Розташований у межах Новгород-Сіверського району Чернігівської області, на південь від села Путивськ і на схід від села Дігтярівка.
Площа 150 га. Статус присвоєно згідно з Указом Президента України № 715/96 від 20.08.1996 року. Перебуває у віданні: Горбівська сільська рада.
Статус присвоєно для збереження комплексу лучних ділянок у заплаві річки Десни, які майже не змінені господарською діяльністю людини і відрізняються значним флористичним і фітоценотичним різноманіттям. Переважають ділянки справжніх лук (до 60 % площі), менш поширеними є болотисті (до 30 %) та остепнені луки. Найпоширеніші ценози китника лучного та костриці лучної. В їхньому складі представлені такі види лучного різнотрав'я, як гадючник оголений, цибуля гранчаста, жовтець повзучий, рутвиця блискуча, чина лучна та інші. На луках трапляється два види косариків — косарики тонкі і косарики черепитчасті. На більш зволожених і знижених ділянках поширені угруповання з лепешняку великого, очеретянки звичайної та бекманії звичайної з участю більш вологолюбних видів.
Флора заказника налічує понад 150 видів судинних рослин, переважно лучних та лучно-болотних. На його території зростає 3 види, занесені до Червової книги України (зозулинець болотний, пальчатокорінник м'ясо-червоний, косарики тонкі) та 3 види регіональної охорони (косарики черепитчасті, півники сибірські, оман високий).
Путивський заказник має наукову цінність для збереження генофонду лучних видів, у тому числі рідкісних видів, та може бути використаний для проведення моніторингових досліджень лучних ділянок заплави Десни.

## Галерея

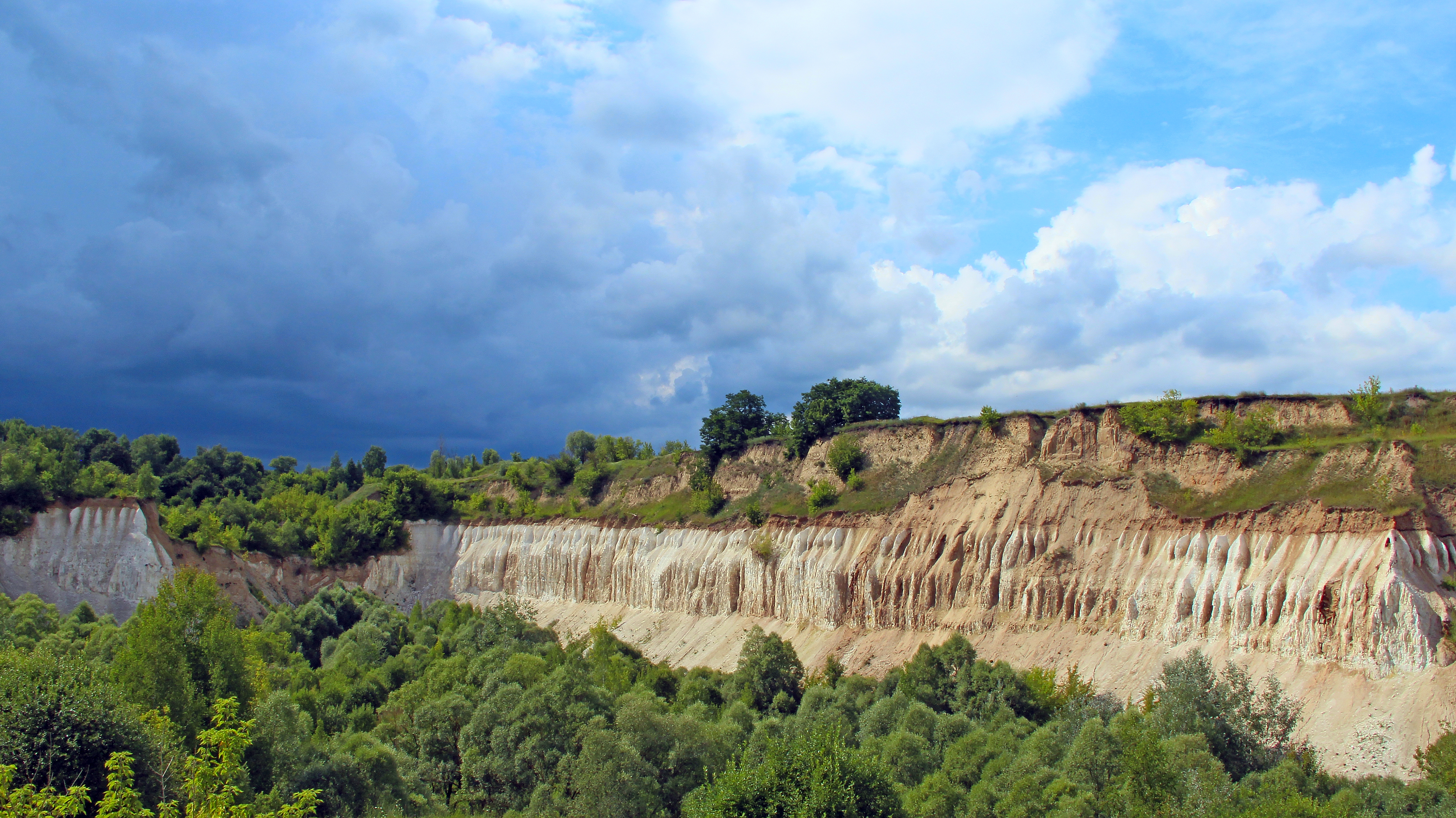
Путивльський крейдяний кар'єр
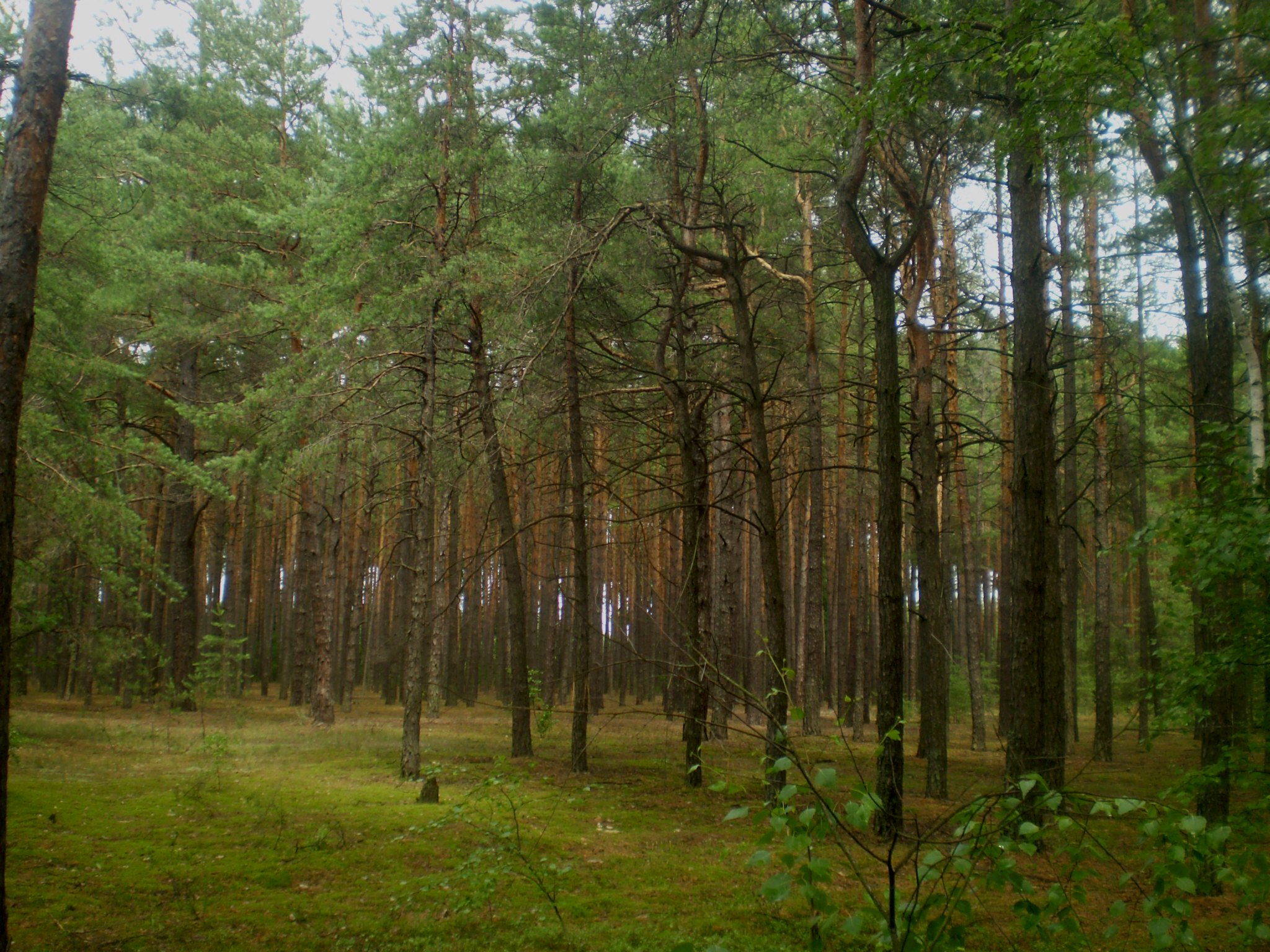
Путивський заказник.Ліс